# Richard Mulcahy
Richard James Mulcahy (em irlandês:  Risteárd Séamus Ó Maolchatha) (10 de maio de 1886 – 16 de dezembro de 1971) foi um político irlandês, general de Exército e Comandante-em-chefe, lider da Fine Gael e do Gabinete Ministerial. Ele lutou no Revolta da Páscoa de 1916 e serviu no Estado-maior do Exército Republicano Irlandês (IRA) durante a Guerra de Independência e foi um dos comandantes das Forças Pró-Tratado durante a Guerra Civil Irlandesa.